# Massagno

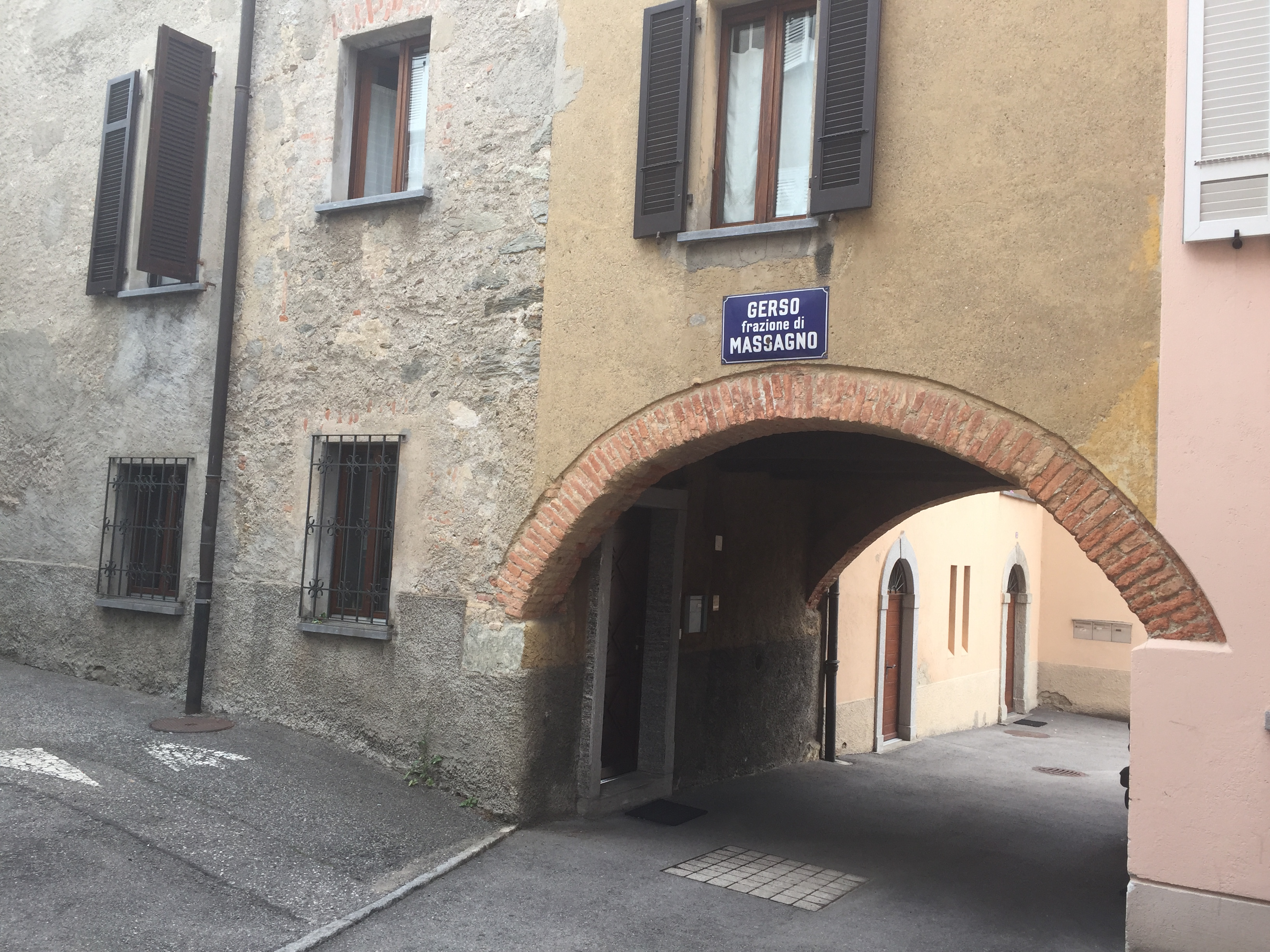
Der alte Ortsteil Gerso

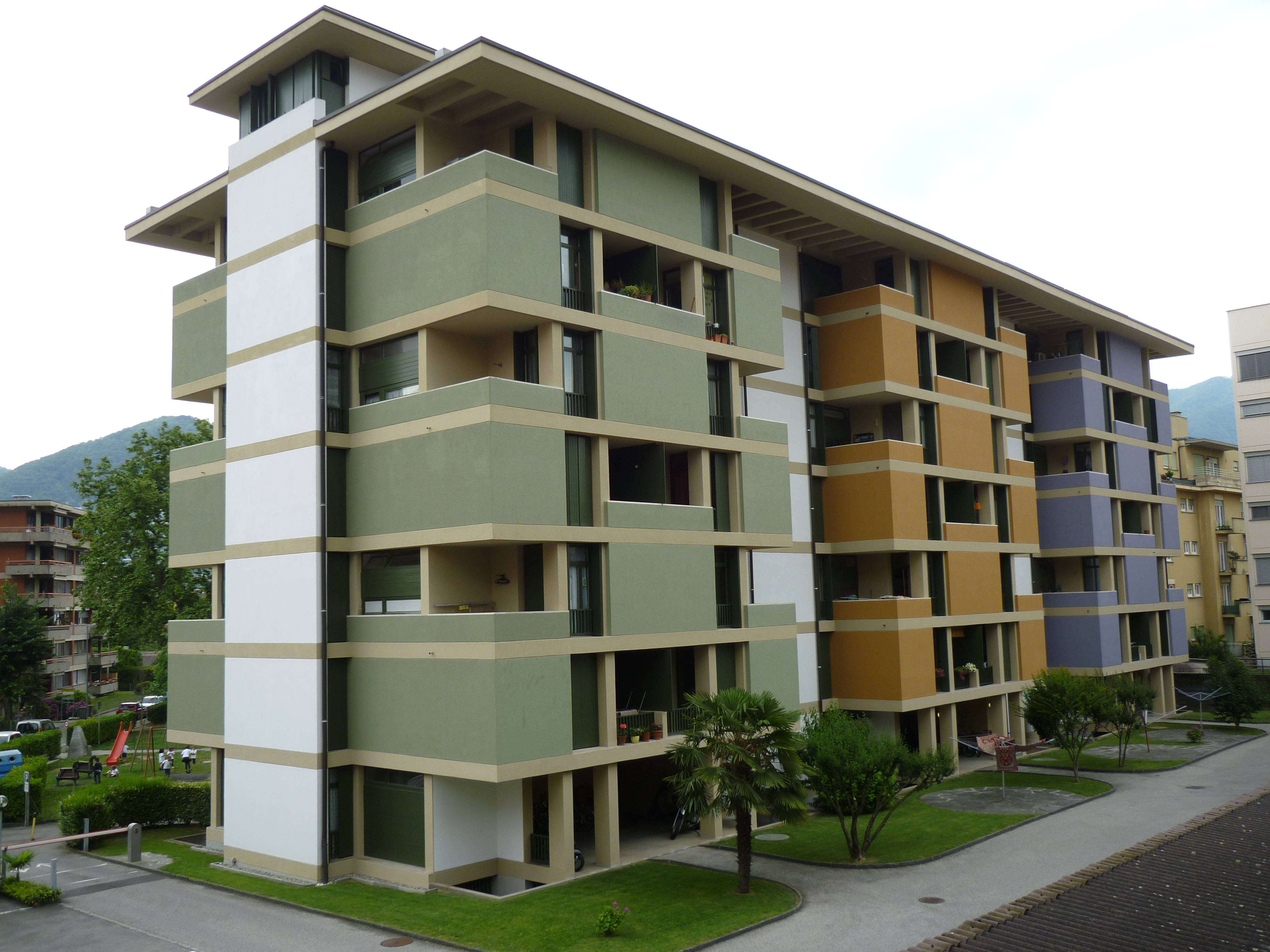
Wohnblock Albairone

Massagno (ausgesprochen mas͡sˈaɲɲo) ist eine politische Gemeinde im Kreis Vezia im Bezirk Lugano des Kantons Tessin in der Schweiz und grenzt als Vorortsgemeinde direkt an Lugano.

## Wappen
Der Baum auf dem Wappen von Massagno ist ein Kastanienbaum. Das Wappen erinnert an die Position der Gemeinde auf einem kastanienreichen Hügel.

## Geographie
Massagno hat eine Fläche von 0,73 km² und gehört damit zu den flächenmässig kleinsten Gemeinden der Schweiz (an Position 10 der nach Fläche aufsteigend geordneten, alle 2131 Gemeinden enthaltenden Liste, Stand: 1. Januar 2024).
Die Gemeinde liegt zwischen 361 und 387 m ü. M. Die Nachbargemeinden sind im Süden und Osten Lugano und im Norden Savosa.

## Geschichte
Eine erste Erwähnung findet das Dorf im Jahre 1146 unter dem damaligen Namen Masagnio, 1198 Maxanio. Massagno war schon im Mittelalter eine vicinìa; der Weiler Gerso wurde ihm vermutlich später angeschlossen. Die Stiftskirche San Lorenzo von Lugano besass 1198 dort Grundrechte. Um 1600 sterben bis auf wenige Menschen fast alle Einwohner an der Pestepidemie.
In der Ortschaft Piano di Poverò tagte vom 29. September bis 2. Oktober 1802 das Parlament der alten Vogtei, das gegenüber der Helvetischen Republik die Unabhängigkeit von Lugano proklamierte.

## Bevölkerung
«Während des starken demografischen Wachstums der 1960er Jahre wandelte sich Massagno, das früher von der Landwirtschaft und der saisonalen Auswanderung gelebt hatte, vorwiegend zu einer Wohngemeinde mit reger Bautätigkeit.»
Einwohnerzahlen: Volkszählungsdaten
Unter allen Schweizer Gemeinden hat Massagno – nach Genf – die zweithöchste Einwohnerdichte, nämlich 9021,6 Einwohner pro km2 (Liste Schweizer Gemeinden, Stand: 1. Januar 2024).

## Religion

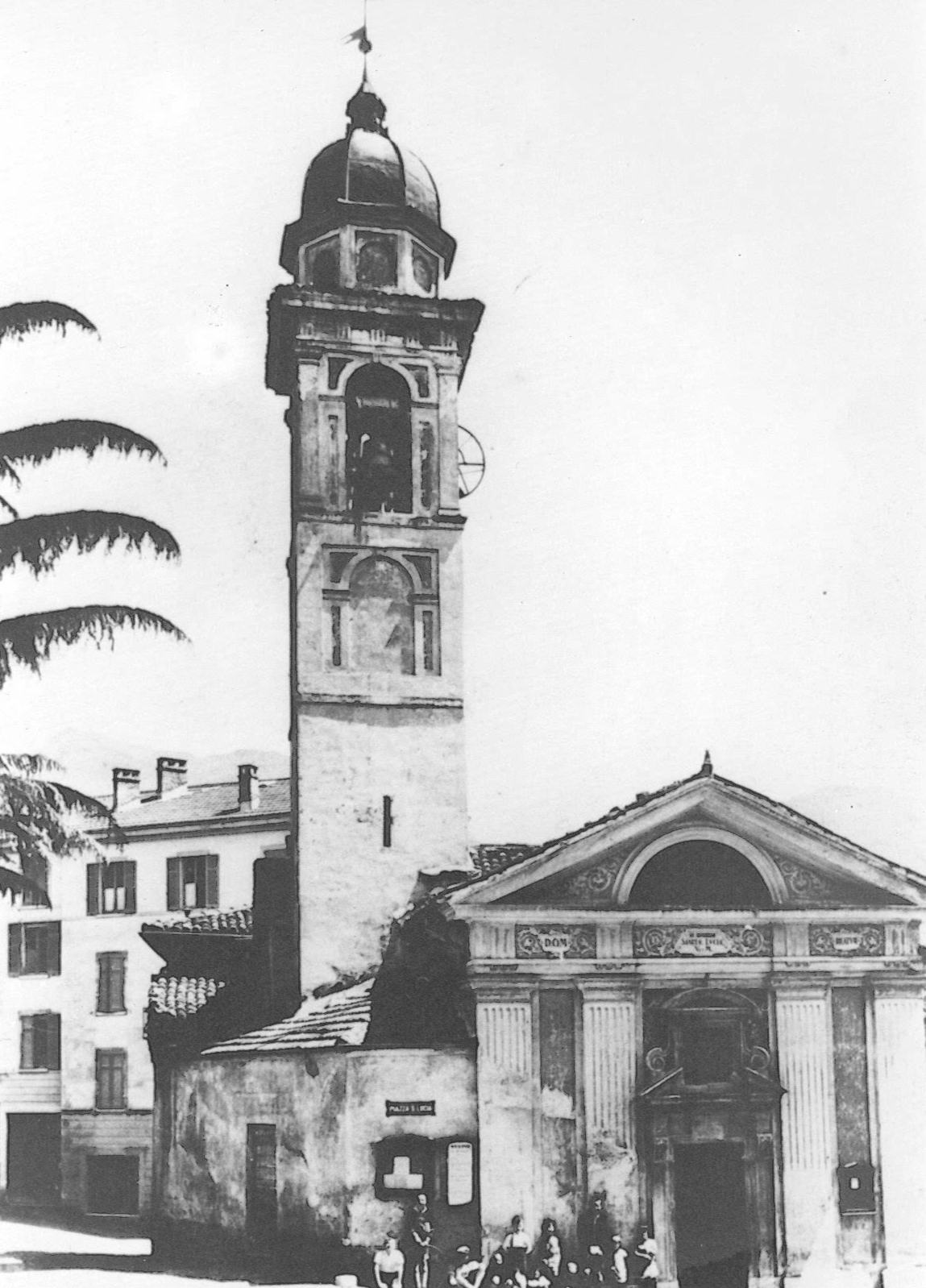
Die alte Kirche «Santa Lucia» von Massagno, abgerissen 1931 zur Verbreiterung der Via del San Gottardo

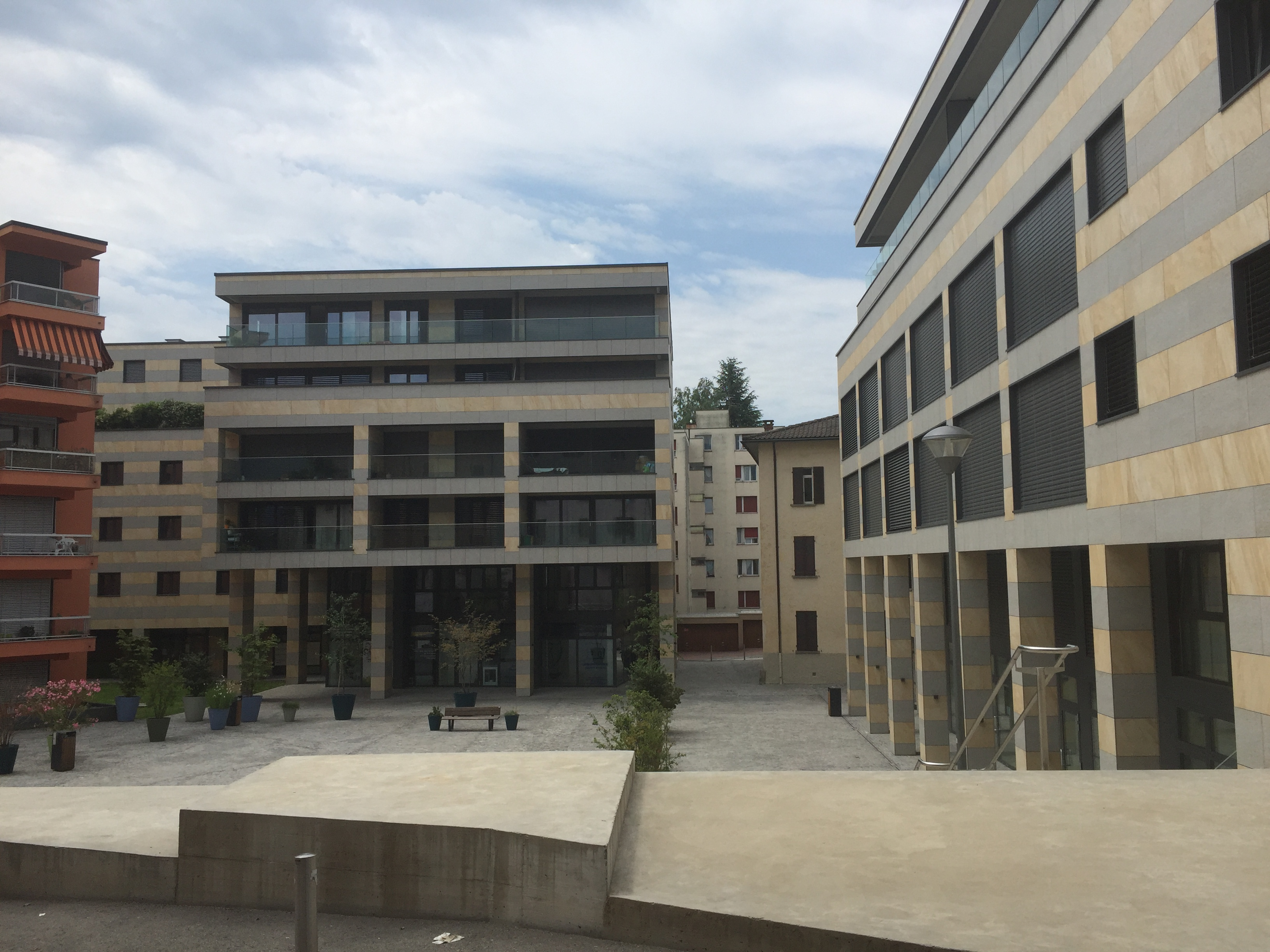
Piazza Santa Lucia in Massagno (2019)

Bei der Volkszählung 2000 waren 3837 Einwohner oder 68 % römisch-katholisch, während 362 oder 6,5 % der Reformierten Schweizer Kirche angehörten. Es gab 1054 Personen (etwa 19 %), die einer anderen oder keiner Kirche angehörten, und 305 Personen (etwa 5,4 % der Bevölkerung) haben die Frage nicht beantwortet. Es besteht die römisch-katholische Pfarrei Santa Lucia.

## Verkehr
Massagno liegt in unmittelbarer Nähe zum SBB-Bahnhof Lugano an der Gotthard-Achse, die durch den 2018 eröffneten Gotthard-Basistunnel führt und damit an deren Hauptachse Zürich – Mailand. Am 4. September 2020 wurde der Ceneri-Basistunnel eröffnet und am 13. Dezember 2020 regulär in Betrieb genommen, der die S-Bahn-Verbindung Luganos (und damit auch Massagnos) zu den Städten Bellinzona und Locarno verbessert hat. Die Reisezeit auf der nun vorhandenen Direktverbindung zwischen Locarno und Lugano hat sich z. B. durch den neuen Tunnel von 55 auf 22 Minuten reduziert.

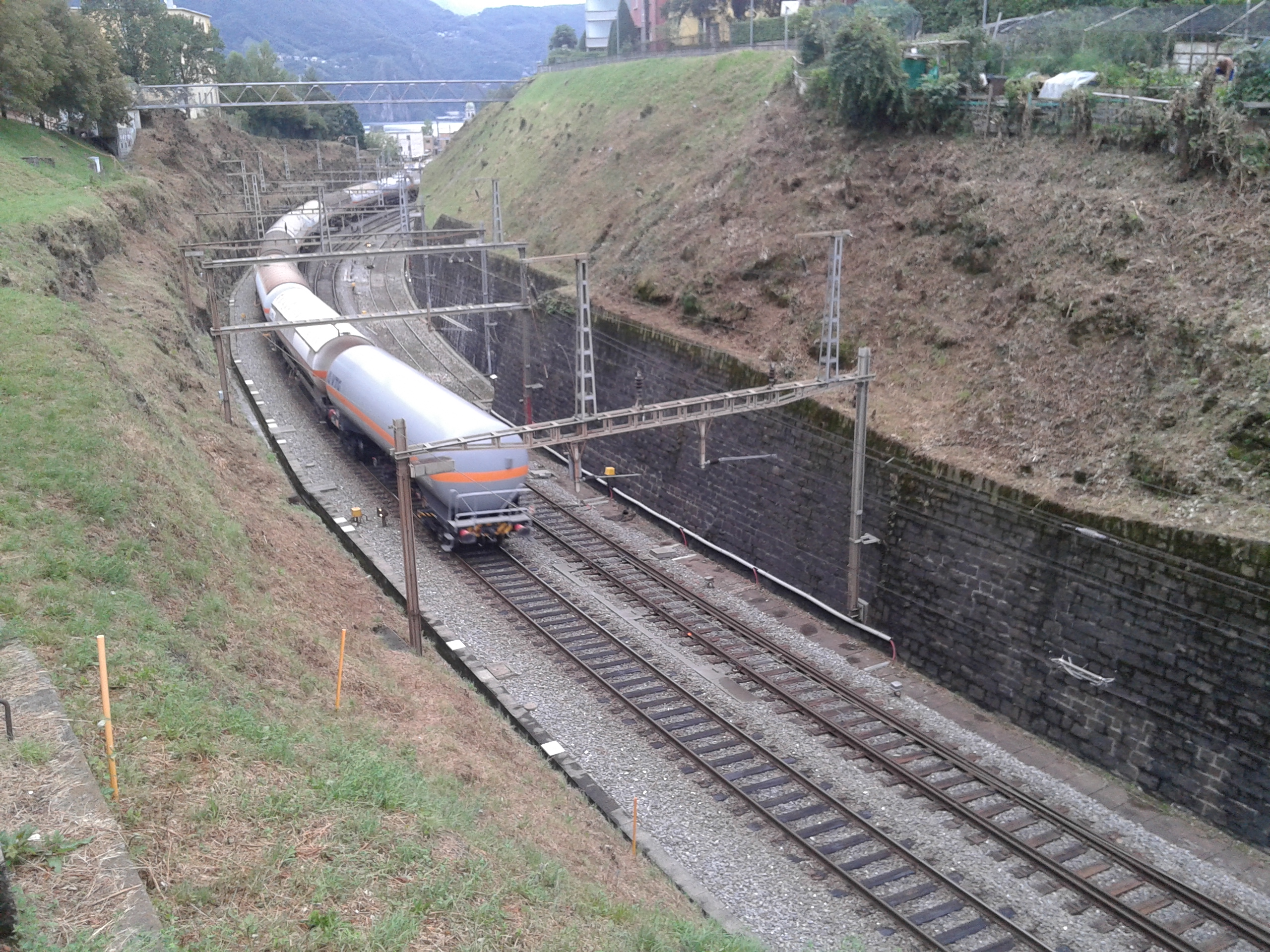
„Trincea“ in Massagno

Es ist geplant, den „Graben (trincea)“, in dem vor der Nordeinfahrt zum Bahnhof von Lugano die Bahngleise verlaufen und der das Gebiet der Gemeinde Massagno zerschneidet, zu überdecken und auf der entstehenden Fläche einen Park anzulegen.
Massagno liegt direkt an der Auffahrt Lugano-Nord zur Autobahn A2 (Gotthardroute) Basel – Mailand.
Zur Verkehrsgeschichte: Die Lugano-Tesserete-Bahn war eine seit 1907 vom Bahnhof Lugano ausgehende meterspurige Schmalspurbahn nach Tesserete. Die erste Haltestelle nach dem Bahnhof Lugano lag in Massagno. Die Bahn war von Beginn an elektrifiziert; sie wurde 1967 durch eine Buslinie ersetzt.

## Politik

### Gemeindeparlament
Massagno hat als Legislative ein Gemeindeparlament (Consiglio comunale) mit 30 Sitzen.
Sitzverteilung in den Gemeindewahlen vom 14. April 2024 (Amtsperiode 2024–2028) für das Gemeindeparlament: 13 Sitze für die Mitte (Il Centro), 7 Sitze für die SP und die Grünen (Massagno Rosso Verde), 6 Sitze für FDP. Die Liberalen und die GLP (Partito Liberale Radicale e Verdi Liberale) und 4 Sitze für die Lega und die SVP (UDC).
- SP/Grüne: 7
- Mitte: 13
- FDP/GLP: 6
- Lega/SVP: 4

### Gemeinderat
Die Exekutive ist der Gemeinderat (Municipio) mit 7 Sitzen. Im Gemeinderat nehmen Einsitz: 3 Vertreter der Mitte, 2 Vertreter der SP/Grünen und je 1 Vertreter der FDP. Die Liberalen/Grünliberalen sowie der Lega/SVP. Dem Gemeinderat steht als Gemeindepräsidentin (Sindaca) Simona Rusconi vor.

## Sehenswürdigkeiten

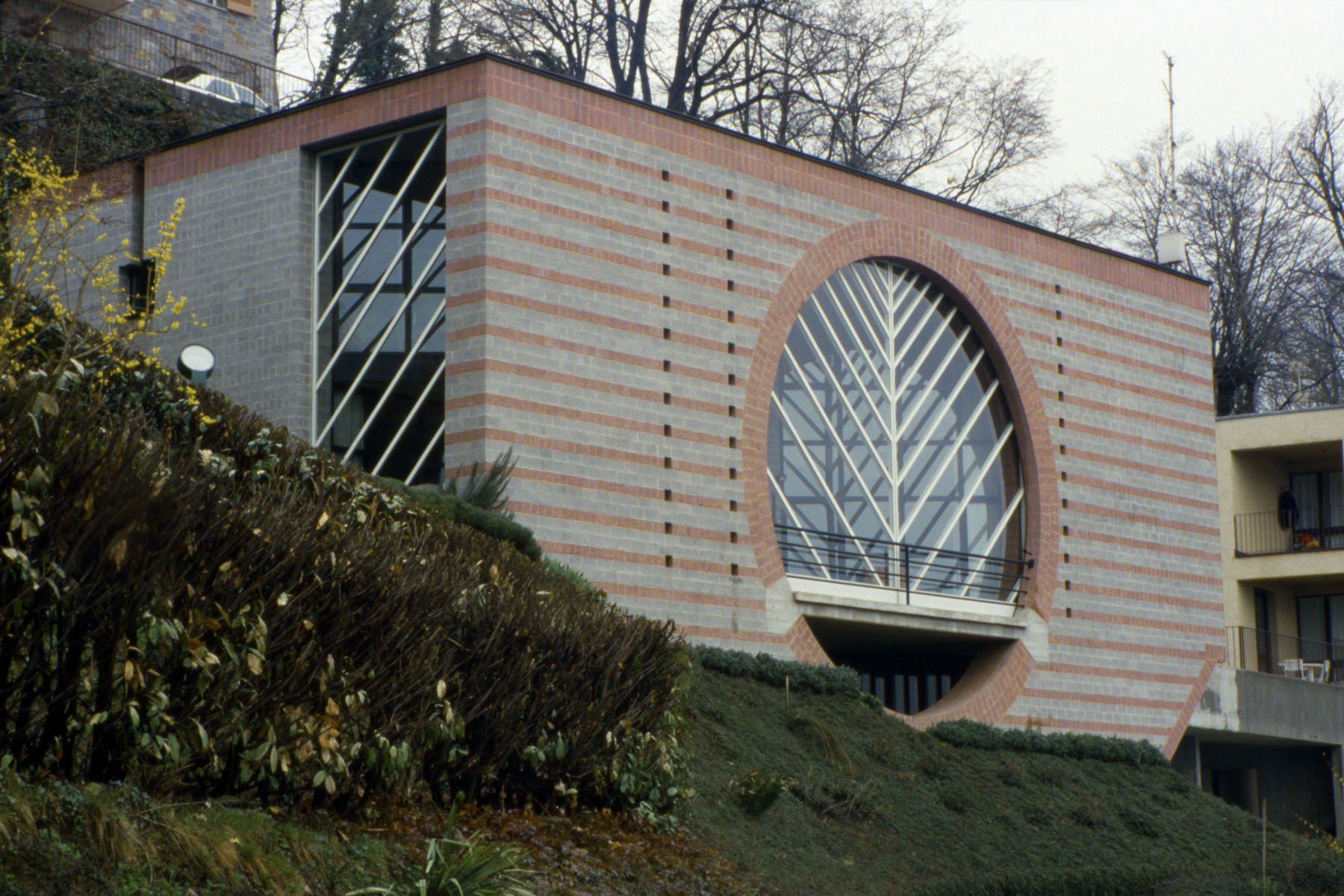
Mario Botta, Einfamilienhaus Robbiani

Massagno. Historisches Luftbild von Werner Friedli (1950)

- Pfarrkirche Santa Lucia mit Renaissancegemälde;[20] im Innenraum Gemälde Adorazione dei Magi (16. Jahrhundert), Annunciazione (1636), Santa Lucia (17. Jahrhundert) und Glasfenster von Kapuziner fra’ Roberto Pasotti.[20] Die alte Pfarrkirche Santa Lucia aus dem Jahre 1530 wurde 1931 im Zuge der Verbreiterung der Via del San Gottardo abgerissen.
- 1670: Oratorium Sant’Antonio da Padova im Ortsteil Gerso[20]
- 1710: Oratorium Madonna della Salute[20]
- Betkapelle In Selva im Ortsteil Rovello; mit Fresken (15. Jahrhundert)[20]
- Wohnhaus mit Dekorationsmalereien[20]
- Palast mit Kaminaufsatz, Stuckarbeiten und Familienwappen, Fresko Giuditta und Oloferne[20]
- Wohnhaus Boni, Architekten: Mario Campi, Franco Pessina[20]
- Reihegebäude, Architekten: Mario Campi, Franco Pessina[20]
- Villa Elisa, Architekt: Adolfo Brunel[20]
- Wohnhaus, Architekt: Franco Ponti[20]
- Einfamilienhaus, Architekt: Franco Ponti[20]
- Einfamilienhaus Robbiani, Architekt: Mario Botta[20]
- Brunnen mit Janusmaske[20]
- Alte Waschanlage[20]
- 1955–1956: Wohnblock Albairone von Peppo Brivio[20][21][22][23]
- 1958: Apartmenthaus Cate von Peppo Brivio[20][24][25]
- 2003: Apartmenthaus von Durisch + Nolli
- 2017: Schulzentrum Nosedo von Durisch + Nolli[26][27]

## Unternehmen
- Centro Didattico Cantonale[28]
- Azienda Elettrica Comunale[29]
- Durisch + Nolli Architetti[30]

## Sport
- Das Basketball-Team SAM Basket Massagno spielt in der Nationalliga A, der höchsten Spielklasse der Herren in der Schweiz.
- Football Club Savosa-Massagno[31]
- Società Atletica Massagno[32]
- Esploratori Tre Pini Massagno[33]